# Arietellus aculeatus
Arietellus aculeatus är en kräftdjursart som först beskrevs av T. Scott 1894.  Arietellus aculeatus ingår i släktet Arietellus och familjen Arietellidae. Inga underarter finns listade i Catalogue of Life.